# Waiting for My Rocket to Come
Waiting for My Rocket to Come' "(esperando la vuelta para mi cohete)" es el álbum debut del cantante/compositor americano Jason Mraz

## Canciones
| N.º | Título                       | Escritor(es)                                              | Duración |  |
| 1.  | «You and I Both»             | Jason Mraz                                                | 3:39     |  |
| 2.  | «I'll Do Anything»           | Jason Mraz, Billy "Bushwalla" Galewood                    | 3:11     |  |
| 3.  | «The Remedy (I Won't Worry)» | Jason Mraz, Lauren Christy, Graham Edwards, Scott Spock   | 4:16     |  |
| 4.  | «Who Needs Shelter»          | Jason Mraz, Chris Keup, Eric Schermerhorn                 | 3:12     |  |
| 5.  | «Curbside Prophet»           | Jason Mraz, Billy "Bushwalla" Galewood, Christina Ruffalo | 3:34     |  |
| 6.  | «Sleep All Day»              | Jason Mraz                                                | 4:56     |  |
| 7.  | «Too Much Food»              | Jason Mraz                                                | 3:41     |  |
| 8.  | «Absolutely Zero»            | Jason Mraz                                                | 5:39     |  |
| 9.  | «On Love, In Sadness»        | Jason Mraz, Jenny Keene                                   | 3:28     |  |
| 10. | «No Stopping Us»             | Jason Mraz                                                | 3:18     |  |
| 11. | «The Boy's Gone»             | Jason Mraz                                                | 4:15     |  |
| 12. | «Tonight, Not Again»         | Jason Mraz, Jenny Keene                                   | 4:49     |  |

| Edición Bonus Japonesa |                               |          |  |
| N.º                    | Título                        | Duración |  |
| 13.                    | «Tonight, Not Again» ((Vivo)) |          |  |

## Posiciones
Álbum - Billboard (Norteamérica)
| Año  | Listas            | Posición |
| ---- | ----------------- | -------- |
| 2002 | Heatseekers       | 2        |
| 2004 | The Billboard 200 | 55       |

Sencillo - Billboard (Norteamérica)
| Año  | Sencillo                     | Listas                  | Posición |
| ---- | ---------------------------- | ----------------------- | -------- |
| 2003 | "The Remedy (I Won't Worry)" | Adult Top 40            | 4        |
| 2003 | "The Remedy (I Won't Worry)" | The Billboard Hot 100   | 15       |
| 2003 | "The Remedy (I Won't Worry)" | Top 40 Mainstream       | 7        |
| 2003 | "The Remedy (I Won't Worry)" | Top 40 Tracks           | 7        |
| 2004 | "Curbside Prophet"           | Adult Top 40            | 23       |
| 2004 | "You and I Both"             | Adult Top 40            | 15       |
| 2004 | "You and I Both"             | Top 40 Mainstream       | 37       |
| 2004 | "The Remedy (I Won't Worry)" | Top 40 Adult Recurrents | 1        |

- Datos: Q731411